# Wassil Tschorbadschiew
Wassil Tschorbadschiew (bulgarisch Васил Чорбаджиев, engl. Transkription Vasil Chorbadzhiev; * 21. Dezember 1990) ist ein bulgarischer Biathlet.
Wassil Tschorbadschiew gab sein internationales Debüt im Rahmen der Sommerbiathlon-Europameisterschaften 2008 in Bansko, wo er mit drei Schießfehlern 27. des Sprints und mit sieben Fehlern 24. des Massenstartrennens wurde. Weitere internationale Einsätze folgten ab der Saison 2008/09 im IBU-Cup. Dort bestritt er in Obertilliach bei einem Einzel sein erstes Rennen und erreichte den 107. Platz. Auf der nächsten Station der Rennserie in Martell platzierte er sich als 94. eines Sprints erstmals unter den besten 100. Kurz darauf gewann er in Osrblie als 39. eines Sprints erste Punkte. In Bansko gewann er mit Platz 15. des Sprints nicht nur erstmals Punkte, sondern erreichte als Neunter der Verfolgung auch seine beste Platzierung im IBU-Cup. Im folgenden Jahr startete der Bulgare bei den Biathlon-Juniorenweltmeisterschaften 2010 in Torsby und wurde dort 24. des Einzels, 60. des Sprints und 13. mit der Staffel. 2011 folgten die Juniorenweltmeisterschaften in Nové Město na Moravě, bei denen Tschorbadschiew im Einzel auf den 40. Platz kam, 75. im Sprint und 15. des Staffelrennens wurde. Danach startete er bei den Juniorenrennen der Biathlon-Europameisterschaften 2011 in Ridnaun. In Südtirol erreichte er die Platzierungen 31 im Einzel, 44 im Sprint und 41 in der Verfolgung.